# Cousinia
Cousinia är ett släkte av korgblommiga växter. Cousinia ingår i familjen korgblommiga växter.

## Bildgalleri

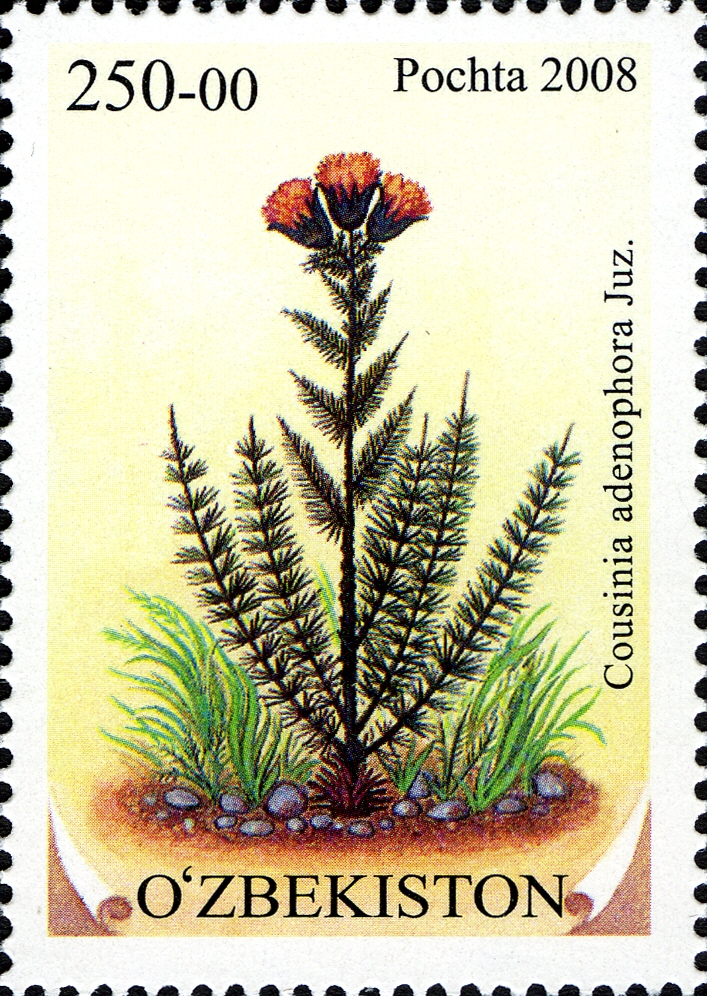
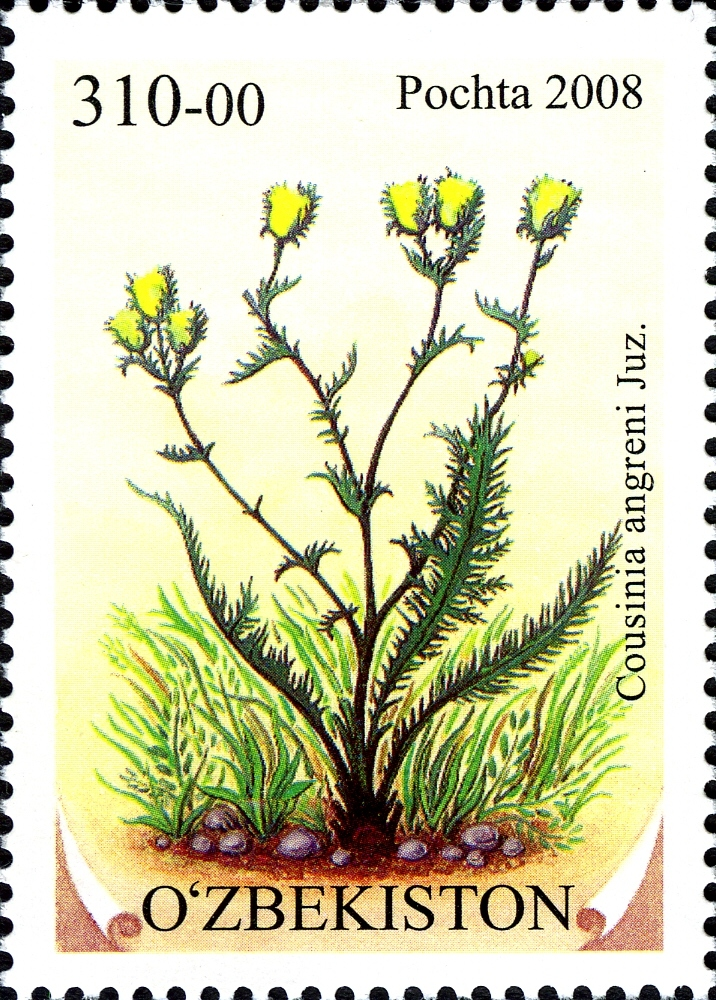
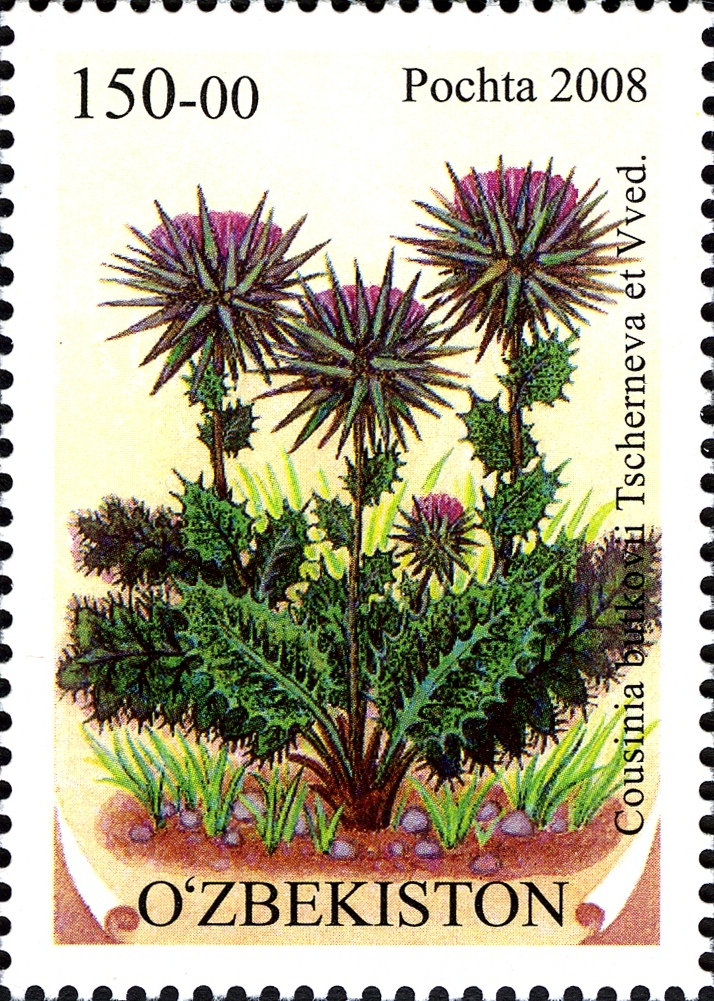
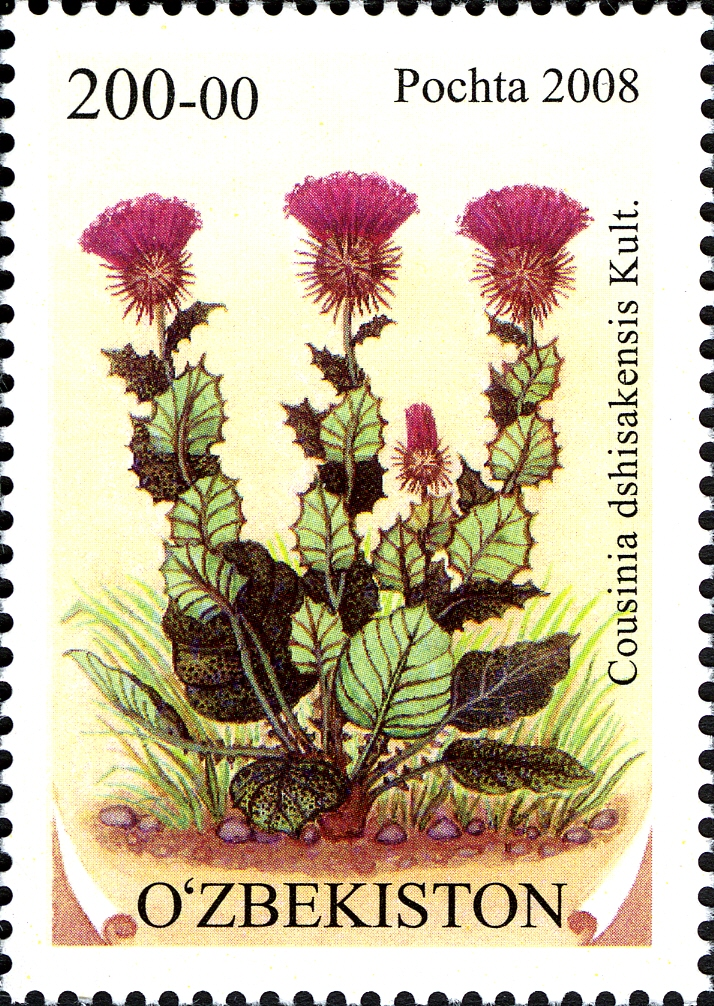
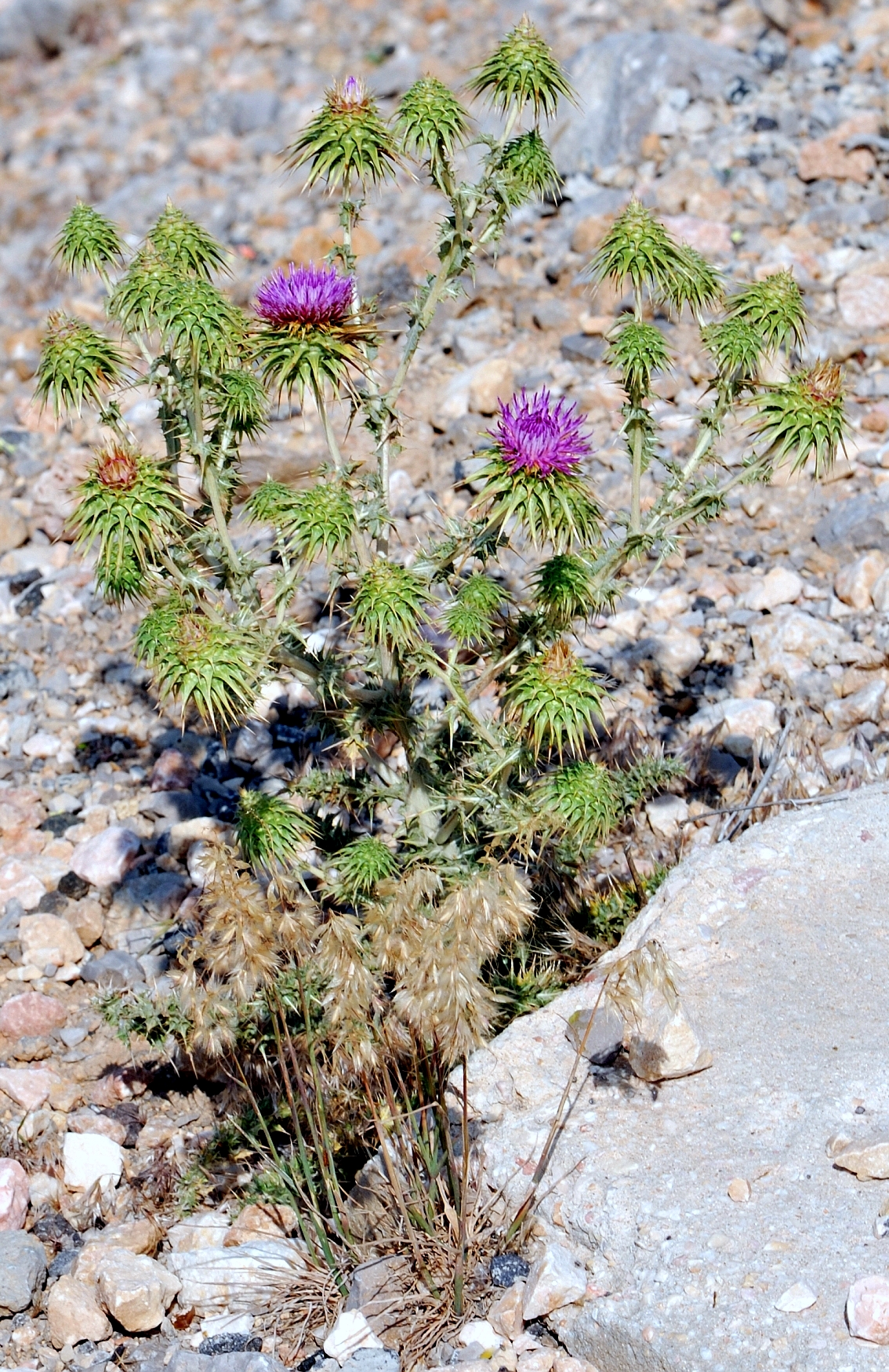

## Dottertaxa tillCousinia, i alfabetisk ordning[1]
- Cousinia abbreviata
- Cousinia abolinii
- Cousinia acanthoblephara
- Cousinia acanthodendron
- Cousinia acanthophysa
- Cousinia acanthostephana
- Cousinia acrodroma
- Cousinia actinacantha
- Cousinia actinia
- Cousinia adenophora
- Cousinia adenostegia
- Cousinia adenosticta
- Cousinia adnata
- Cousinia affinis
- Cousinia afghanica
- Cousinia agelocephala
- Cousinia aggregata
- Cousinia aintabensis
- Cousinia aitchisonii
- Cousinia alaica
- Cousinia alata
- Cousinia alberti
- Cousinia albertoregelia
- Cousinia albescens
- Cousinia albicaulis
- Cousinia albida
- Cousinia albiflora
- Cousinia alepideae
- Cousinia aleppica
- Cousinia alexeenkoana
- Cousinia alfredii
- Cousinia algurdina
- Cousinia allolepis
- Cousinia alpestris
- Cousinia alpina
- Cousinia ambigens
- Cousinia amicorum
- Cousinia ammophila
- Cousinia amoena
- Cousinia amplissima
- Cousinia andarabensis
- Cousinia androssovii
- Cousinia angreni
- Cousinia angusticeps
- Cousinia anomala
- Cousinia anoplophylla
- Cousinia antonowii
- Cousinia apiculata
- Cousinia aptera
- Cousinia arachnoidea
- Cousinia araneosa
- Cousinia araneotexta
- Cousinia araxena
- Cousinia arbelensis
- Cousinia archibaldii
- Cousinia arctioides
- Cousinia arctotidifolia
- Cousinia arenaria
- Cousinia ariana
- Cousinia arida
- Cousinia armena
- Cousinia aspera
- Cousinia assyriaca
- Cousinia astracanica
- Cousinia atripurpurea
- Cousinia atropatana
- Cousinia aucheri
- Cousinia aurea
- Cousinia auriculata
- Cousinia austrojordanica
- Cousinia autrani
- Cousinia baberi
- Cousinia bachtiarica
- Cousinia badhysi
- Cousinia balchanica
- Cousinia baluchistanica
- Cousinia bamianica
- Cousinia baranovii
- Cousinia barbeyi
- Cousinia batalinii
- Cousinia beauverdiana
- Cousinia beckeri
- Cousinia behboudiana
- Cousinia belangeri
- Cousinia bicolor
- Cousinia bienerti
- Cousinia bijarensis
- Cousinia bipinnata
- Cousinia birandiana
- Cousinia birecikensis
- Cousinia blepharobasis
- Cousinia bobekii
- Cousinia bobrovii
- Cousinia boissieri
- Cousinia bonvalotii
- Cousinia bornmuelleri
- Cousinia botschantzevii
- Cousinia brachyptera
- Cousinia bucharica
- Cousinia bungeana
- Cousinia buphthalmoides
- Cousinia butkovii
- Cousinia caesarea
- Cousinia caespitosa
- Cousinia calcitrapa
- Cousinia calcitrapella
- Cousinia calocephala
- Cousinia calolepis
- Cousinia calva
- Cousinia campylaraphis
- Cousinia candicans
- Cousinia candolleana
- Cousinia canescens
- Cousinia carduchorum
- Cousinia carduncelloidea
- Cousinia carthamoides
- Cousinia cataonica
- Cousinia catenata
- Cousinia cavarae
- Cousinia centauroides
- Cousinia ceratophora
- Cousinia chaetocephala
- Cousinia chaetolepis
- Cousinia chamaepeuce
- Cousinia chejrabadensis
- Cousinia chionophila
- Cousinia chitralensis
- Cousinia chlorantha
- Cousinia chlorocephala
- Cousinia chlorosphaera
- Cousinia chlorothyrsa
- Cousinia chrysacantha
- Cousinia chrysandra
- Cousinia chrysantha
- Cousinia chrysochlora
- Cousinia cirsioides
- Cousinia coerulea
- Cousinia commutata
- Cousinia concinna
- Cousinia concolor
- Cousinia congesta
- Cousinia consanguinea
- Cousinia contumax
- Cousinia coronata
- Cousinia corymbosa
- Cousinia crassipes
- Cousinia crispa
- Cousinia cryptadena
- Cousinia cylindracea
- Cousinia cylindrocephala
- Cousinia cymbolepis
- Cousinia cynaroides
- Cousinia czatkalica
- Cousinia czerniakowskae
- Cousinia dalahuensis
- Cousinia daralaghezica
- Cousinia darwasica
- Cousinia dasylepis
- Cousinia davisiana
- Cousinia decipiens
- Cousinia decolorans
- Cousinia decumbens
- Cousinia decurrens
- Cousinia decurrentifolia
- Cousinia deserti
- Cousinia dichotoma
- Cousinia dichromata
- Cousinia diezii
- Cousinia dimoana
- Cousinia dipterocarpa
- Cousinia discolor
- Cousinia disfulensis
- Cousinia dissecta
- Cousinia dissectifolia
- Cousinia divaricata
- Cousinia dolichoclada
- Cousinia dolicholepis
- Cousinia dolichophylla
- Cousinia dshisakensis
- Cousinia dualis
- Cousinia dubia
- Cousinia eburnea
- Cousinia ecbatanensis
- Cousinia edelbergii
- Cousinia edmondsonii
- Cousinia egens
- Cousinia egregia
- Cousinia elata
- Cousinia eleonorae
- Cousinia elephantina
- Cousinia elwendensis
- Cousinia erectispina
- Cousinia erinacea
- Cousinia eriobasis
- Cousinia eriocephala
- Cousinia eriophylla
- Cousinia eriorrhiza
- Cousinia eriotricha
- Cousinia erivanensis
- Cousinia ermenekensis
- Cousinia eryngioides
- Cousinia esfandiarii
- Cousinia euchlora
- Cousinia eugenii
- Cousinia euphratica
- Cousinia eurylepis
- Cousinia fabrorum
- Cousinia falcinella
- Cousinia falconeri
- Cousinia fallax
- Cousinia farsistanica
- Cousinia fascicularis
- Cousinia fedorovii
- Cousinia fedtschenkoana
- Cousinia ferghanensis
- Cousinia ferruginea
- Cousinia fetissowii
- Cousinia finitima
- Cousinia firuzkuhensis
- Cousinia flavispina
- Cousinia foliosa
- Cousinia fragilis
- Cousinia fragillima
- Cousinia franchetii
- Cousinia fraternella
- Cousinia freitagii
- Cousinia freynii
- Cousinia fursei
- Cousinia gabrielae
- Cousinia gabrieljaniae
- Cousinia gatchsaranica
- Cousinia gaubae
- Cousinia gedrosiaca
- Cousinia ghorana
- Cousinia gigantolepis
- Cousinia gigantoptera
- Cousinia gigantosphaera
- Cousinia gilanica
- Cousinia gilliatii
- Cousinia glabriseta
- Cousinia glandulosa
- Cousinia glaphyra
- Cousinia glaphyrocephala
- Cousinia glaucopsis
- Cousinia glochidiata
- Cousinia gmelini
- Cousinia gnezdilloi
- Cousinia gomolitzkii
- Cousinia gontscharowii
- Cousinia gracilis
- Cousinia graminifolia
- Cousinia grandiceps
- Cousinia grandifolia
- Cousinia grandis
- Cousinia grantii
- Cousinia greuteri
- Cousinia griffithiana
- Cousinia grigoriewii
- Cousinia grisea
- Cousinia gulczensis
- Cousinia gymnoclada
- Cousinia hablitzii
- Cousinia haeckeliae
- Cousinia haesitabunda
- Cousinia hakkarica
- Cousinia halysensis
- Cousinia hamadae
- Cousinia hamadanensis
- Cousinia hamosa
- Cousinia handelii
- Cousinia harazensis
- Cousinia hastifolia
- Cousinia haussknechtii
- Cousinia hazarensis
- Cousinia hedgei
- Cousinia heliantha
- Cousinia hemsleyana
- Cousinia hergtiana
- Cousinia hermonis
- Cousinia heteroloba
- Cousinia heterophylla
- Cousinia hilariae
- Cousinia hohenackeri
- Cousinia hololeuca
- Cousinia honigbergeri
- Cousinia hoplites
- Cousinia hoplophylla
- Cousinia horrescens
- Cousinia horrida
- Cousinia horridula
- Cousinia huegeliana
- Cousinia humilis
- Cousinia hybrida
- Cousinia hypochionea
- Cousinia hypoleuca
- Cousinia hypopolia
- Cousinia iconica
- Cousinia ilicifolia
- Cousinia iljinii
- Cousinia immitans
- Cousinia immitantiformis
- Cousinia incompta
- Cousinia inflata
- Cousinia infundibularis
- Cousinia insignis
- Cousinia integrifolia
- Cousinia intertexta
- Cousinia iranica
- Cousinia iranshahrii
- Cousinia irritans
- Cousinia iskanderi
- Cousinia jacobsii
- Cousinia jassyensis
- Cousinia juzepczukii
- Cousinia kaluensis
- Cousinia kamarbandensis
- Cousinia karatavica
- Cousinia kashanensis
- Cousinia kataghanica
- Cousinia kazachorum
- Cousinia keredjensis
- Cousinia kermanshahensis
- Cousinia kerstanii
- Cousinia khashensis
- Cousinia khorramabadensis
- Cousinia kirrindica
- Cousinia kivar
- Cousinia knorringiae
- Cousinia koelzii
- Cousinia kokanica
- Cousinia komarowii
- Cousinia kopi-karadaghensis
- Cousinia kornhuberi
- Cousinia korolkowii
- Cousinia korowiakowi
- Cousinia korshinskyi
- Cousinia kotschyi
- Cousinia kovalevskiana
- Cousinia krauseana
- Cousinia kuekenthalii
- Cousinia kuramensis
- Cousinia kurdica
- Cousinia lachnobasis
- Cousinia lachnosphaera
- Cousinia lactiflora
- Cousinia laetevirens
- Cousinia lanata
- Cousinia laniceps
- Cousinia lappacea
- Cousinia lasiandra
- Cousinia lasiolepis
- Cousinia lasiophylla
- Cousinia leatherdalei
- Cousinia leiocephala
- Cousinia lepida
- Cousinia leptacantha
- Cousinia leptacma
- Cousinia leptocampyla
- Cousinia leptocephala
- Cousinia leptoclada
- Cousinia leptocladoides
- Cousinia leptolepis
- Cousinia leptomera
- Cousinia leucantha
- Cousinia leuconeura
- Cousinia libanotica
- Cousinia lignosissima
- Cousinia linczewskii
- Cousinia litvinovii
- Cousinia lomakinii
- Cousinia longifolia
- Cousinia lucida
- Cousinia lurorum
- Cousinia lyrata
- Cousinia macilenta
- Cousinia macrocephala
- Cousinia macrolepis
- Cousinia macroptera
- Cousinia magnifica
- Cousinia malacophylla
- Cousinia malurensis
- Cousinia manouchehrii
- Cousinia maracandica
- Cousinia margaritae
- Cousinia margiana
- Cousinia mattfeldii
- Cousinia mazu-shirinensis
- Cousinia medians
- Cousinia megalomastix
- Cousinia meshhedensis
- Cousinia mesomorpha
- Cousinia microcarpa
- Cousinia microcephala
- Cousinia millefontana
- Cousinia minae
- Cousinia mindshelkensis
- Cousinia minkwitziae
- Cousinia miserabilis
- Cousinia moabitica
- Cousinia mobayenii
- Cousinia mogensii
- Cousinia mogoltavica
- Cousinia mollis
- Cousinia mongolica
- Cousinia monocephala
- Cousinia mozaffarianii
- Cousinia mucida
- Cousinia mulgediifolia
- Cousinia multiloba
- Cousinia murgabica
- Cousinia mutehensis
- Cousinia myrioglochis
- Cousinia myriolepis
- Cousinia myriotoma
- Cousinia nabelekii
- Cousinia nana
- Cousinia neglecta
- Cousinia nekarmanica
- Cousinia neurocentra
- Cousinia newesskyana
- Cousinia ninae
- Cousinia nischapurensis
- Cousinia nivea
- Cousinia niveocoronata
- Cousinia noeana
- Cousinia novissima
- Cousinia nujianensis
- Cousinia odontolepis
- Cousinia olgae
- Cousinia oligocephala
- Cousinia olivieri
- Cousinia omissa
- Cousinia omphalodes
- Cousinia onopordioides
- Cousinia oophora
- Cousinia oopoda
- Cousinia optera
- Cousinia oreodoxa
- Cousinia oreoxerophila
- Cousinia orientalis
- Cousinia orthacantha
- Cousinia orthoclada
- Cousinia ortholepis
- Cousinia orthoneura
- Cousinia ottonis
- Cousinia outichaschensis
- Cousinia ovczinnikovii
- Cousinia oxiana
- Cousinia oxytoma
- Cousinia panjshirensis
- Cousinia pannosa
- Cousinia pannosiformis
- Cousinia parjumanensis
- Cousinia parsana
- Cousinia parviceps
- Cousinia parviziana
- Cousinia patentispina
- Cousinia pauciramosa
- Cousinia pectinata
- Cousinia pectinatifolia
- Cousinia peduncularis
- Cousinia pentacantha
- Cousinia pentacanthoides
- Cousinia perennis
- Cousinia pergamacea
- Cousinia perovskiensis
- Cousinia persarum
- Cousinia pestalozzae
- Cousinia phyllocephala
- Cousinia pichleriana
- Cousinia pinarocephala
- Cousinia pineticola
- Cousinia piptocephala
- Cousinia platyacantha
- Cousinia platylepis
- Cousinia platyptera
- Cousinia platyraphis
- Cousinia platystegia
- Cousinia podlechii
- Cousinia podophylla
- Cousinia polycephala
- Cousinia polyneura
- Cousinia polytimetica
- Cousinia porphyrochrysea
- Cousinia porphyrostephana
- Cousinia postiana
- Cousinia praestans
- Cousinia prasina
- Cousinia princeps
- Cousinia prolifera
- Cousinia proxima
- Cousinia psammophila
- Cousinia pseudactinia
- Cousinia pseudaffinis
- Cousinia pseudarctium
- Cousinia pseudoaffinis
- Cousinia pseudocirsium
- Cousinia pseudodshizakensis
- Cousinia pseudolanata
- Cousinia pseudomollis
- Cousinia pseudostenolepis
- Cousinia pterocarpa
- Cousinia pterocaulos
- Cousinia pterocephalos
- Cousinia pterolepida
- Cousinia pugionifera
- Cousinia pulchella
- Cousinia pulchra
- Cousinia pulvinaris
- Cousinia pungens
- Cousinia purpurea
- Cousinia pusilla
- Cousinia pycnocephala
- Cousinia pycnoloba
- Cousinia pygmaea
- Cousinia qaisarensis
- Cousinia qandilica
- Cousinia qaradaghensis
- Cousinia qarehbilensis
- Cousinia quettensis
- Cousinia racemosa
- Cousinia raddeana
- Cousinia radians
- Cousinia ramosissima
- Cousinia ramulosa
- Cousinia raphiostegia
- Cousinia rava
- Cousinia rechingerae
- Cousinia rechingerorum
- Cousinia recurvata
- Cousinia refracta
- Cousinia regelii
- Cousinia renominata
- Cousinia resinosa
- Cousinia rhabdodes
- Cousinia rhaphiocephala
- Cousinia rhodantha
- Cousinia rhombiformis
- Cousinia rigida
- Cousinia rigidissima
- Cousinia robusta
- Cousinia rosea
- Cousinia rotundifolia
- Cousinia rubiginosa
- Cousinia rudis
- Cousinia rufidula
- Cousinia sabalanica
- Cousinia sabzevarensis
- Cousinia sagittata
- Cousinia sakawensis
- Cousinia salangensis
- Cousinia sanandajensis
- Cousinia sarawschanica
- Cousinia sardashtensis
- Cousinia sarzehensis
- Cousinia satdagensis
- Cousinia scabrida
- Cousinia scariosa
- Cousinia scheibeana
- Cousinia schepsaica
- Cousinia schindleriana
- Cousinia schischkinii
- Cousinia schistoptera
- Cousinia schistosa
- Cousinia schlagintweitii
- Cousinia schmalhausenii
- Cousinia schtschurowskiana
- Cousinia schugnanica
- Cousinia scleracantha
- Cousinia sclerolepis
- Cousinia sclerophylla
- Cousinia sefidiana
- Cousinia seidlitzii
- Cousinia semenowii
- Cousinia semilacera
- Cousinia serratuloides
- Cousinia severtzovii
- Cousinia sewertzowii
- Cousinia shahrestanica
- Cousinia shahvarica
- Cousinia shebliensis
- Cousinia shibarensis
- Cousinia shorlughensis
- Cousinia shulabadensis
- Cousinia sicigera
- Cousinia sileracantha
- Cousinia simulatrix
- Cousinia singularis
- Cousinia sinjarensis
- Cousinia sintenisii
- Cousinia sivasica
- Cousinia smirnowii
- Cousinia sogdiana
- Cousinia sororia
- Cousinia spathulata
- Cousinia speciosa
- Cousinia sphaerocephala
- Cousinia spiridonovii
- Cousinia splendida
- Cousinia sporadocephala
- Cousinia spryginii
- Cousinia stahliana
- Cousinia stapfiana
- Cousinia stechmanniopsis
- Cousinia stellaris
- Cousinia stenocalathia
- Cousinia stenocephala
- Cousinia stenophylla
- Cousinia stephanophora
- Cousinia stereolepis
- Cousinia stereoneura
- Cousinia stocksii
- Cousinia straussii
- Cousinia stricta
- Cousinia strobilocephala
- Cousinia stroterolepis
- Cousinia subappendiculata
- Cousinia subcandicans
- Cousinia subinflata
- Cousinia submutica
- Cousinia subpectinata
- Cousinia subracemosa
- Cousinia subscaposa
- Cousinia sylvicola
- Cousinia syrdarjensis
- Cousinia tabrisiana
- Cousinia takharensis
- Cousinia takhtajanii
- Cousinia talassica
- Cousinia tamarae
- Cousinia tashkurghanica
- Cousinia tedshenica
- Cousinia tenella
- Cousinia tenuifolia
- Cousinia tenuiramula
- Cousinia tenuisecta
- Cousinia tenuispina
- Cousinia termei
- Cousinia tetanocephala
- Cousinia thamnodes
- Cousinia thomsonii
- Cousinia thononii
- Cousinia tianschanica
- Cousinia tibetica
- Cousinia tirinensis
- Cousinia tomentella
- Cousinia trachylepis
- Cousinia trachyphylla
- Cousinia trachyphyllaria
- Cousinia transiliensis
- Cousinia transoxana
- Cousinia triacantha
- Cousinia triceps
- Cousinia trichophora
- Cousinia tricolor
- Cousinia triflora
- Cousinia trollii
- Cousinia tscherneviae
- Cousinia turcomanica
- Cousinia turkestanica
- Cousinia turkmenorum
- Cousinia ugamensis
- Cousinia ulotoma
- Cousinia umbilicata
- Cousinia umbrosa
- Cousinia unaiensis
- Cousinia urumiensis
- Cousinia waldheimiana
- Cousinia vanensis
- Cousinia vavilovii
- Cousinia wendelboi
- Cousinia verbascifolia
- Cousinia verticillaris
- Cousinia wesheni
- Cousinia wettsteiniana
- Cousinia wheeler-hainesii
- Cousinia vicaria
- Cousinia wilhelminae
- Cousinia winkleriana
- Cousinia wolgensis
- Cousinia volkii
- Cousinia woronowii
- Cousinia vvedenskyi
- Cousinia xanthacantha
- Cousinia xanthina
- Cousinia xanthiocephala
- Cousinia xanthothyrsa
- Cousinia xanthula
- Cousinia xiphiolepis
- Cousinia zagrica
- Cousinia zardkuhensis